# Angela (音楽ユニット)
angela（アンジェラ）は、atsuko（Vo.）とKATSU（Gt.）の2人から成る日本の音楽ユニット。music wonder circus、SONIC BLADEに所属している。

## 概要
作詞作曲を自ら行うアニソンアーティストとしては、活動期間、発表作品数において世界トップクラス。路上ライブ及びライブハウスで培ったステージングには定評があり、フェス等では盛り上げ役としてひと役買うことが多い。また、作品に沿った楽曲作りにも定評がある。
KATSUはギターのみならず、楽曲によって三線を弾いたりスルドや大太鼓を叩くこともある。2022年1月に行われた「atsuko Birthday Live 2022」からは、atsukoがアコースティック・ギターの弾き語りをするようになった。
2023年5月「桃太郎のまち岡⼭⼤使」「はだか祭りのまち西大寺ふるさと大使」にW就任。同年6月には『蒼穹のファフナー』関連歌曲で、ギネス世界記録™公式認定を受け、ギネスホルダーとなる。
一般的にangelaファンのことを総称して「ぢぇらっ子」と呼ぶ一方、男性ファンを「ぢぇらっ虎」、女性ファンを「ぢぇらっ娘」と呼ぶこともある。
ファンクラブ名は「gelamily」（ぢぇらみりー）。ファンクラブ会員のことを「家族」と呼ぶ。これは、「gelamily」が、angelaとfamilyを合わせた造語のためである。

## 年譜
- 1993年
  - ANGELA名義で結成される。どちらも岡山県出身ではあるが、92年まではお互い面識はなく、KATSUはプロドラマーを目指し、17歳で単身上京。その頃atsukoは岡山でバンド活動をしていた。 上京してからも頻繁に岡山へ帰省し、岡山でもバンド活動をしていたKATSUが「すごいバンド（atsukoのバンド）がいる。」と仲間から聴かされ、 atsukoのバンドとKATSUのバンドと、他1バンドでイベントを開催。この時初めて2人は出会う。その後 「上京してプロデビューしよう。」とバンドメンバーに説得され、高校卒業後にatsukoは上京するが、他のメンバーは上京してこなかった。 後にメンバーが1人上京して来たので、2人でバンドを継続することになり、上京してから連絡をとるようになっていたKATSUがそのバンドへ加入する。しかし、すぐにメンバーが脱退してしまったため、atsukoとKATSU、2人だけになる。[3]改めて2人で再出発するにあたり、ユニット名をANGELAと命名。[4]。
- 1999年
  - 5月 ANGELA名義でシングル「memories」（テレビアニメ『神八剣伝』のOPテーマ）をワーナーミュージック / ドリームマシーンから発売し、最初のメジャーデビューを果たす。この楽曲は長らく完全封印されていたが、2017年の ｢angelaのミュージック・ワンダー★特大サーカスin日本武道館~僕等は目指したShangri-La~｣で18年ぶりに披露された。KATSUはMCで、「辛かった当時を思い出すから自分が作った曲の中で唯一嫌いだった。でもみんなのおかげで好きになった」と語った。
- 2000年
  - 5月[5]事務所を独立して、ユニット名を現在の小文字表記に改め、インディーズに戻り、3年間路上ライブ活動を行い新宿・池袋・渋谷等で多いときは週5日間演奏を行った[4]。
- 2002年
  - 6月20日 Xboxゲームソフト「ファントムクラッシュ」の挿入歌として、3曲が採用される。
  - 12月 偶然路上ライブを見かけたキングレコードのプロデューサー・中西豪にスカウトされる。
- 2003年
  - 5月21日 1stシングル「明日へのbrilliant road」で、再度のメジャーデビューを果たす。
  - 11月 第8回アニメーション神戸・ラジオ関西主題歌賞受賞。
  - 8月21日 2ndシングル「The end of the world」発売。
  - 10月 TV番組「開運!なんでも鑑定団」のエンディングテーマに「merry-go-round」が採用。
  - 12月3日 3rdシングル「merry-go-round」及び1stアルバム「ソラノコエ」同時発売。1曲目に収録された「over the limits」はTVアニメ「宇宙のステルヴィア」の続編（当時は噂があった）をやるならば、この曲を主題歌にして欲しいという希望をこめて、2023年現在もKATSUのデータには「明日へのbrilliant road2」と書かれているらしい。[6]
  - 12月12日 所属事務所「ミュージック・ワンダー・サーカス」設立。
- 2004年
  - 8月4日 シングル「Shangri-La」発売。 オリコンチャート初登場12位を記録する。
  - 11月17日 2ndアルバム「I/O」発売。 オリコンチャート初登場16位を記録する。
  - 8月 アメリカで行われたイベント「OTAKON」に出演する。
  - 8月29日 angelaライブ「アンジェラの夏2004」～恋するぢぇらリンピック～を渋谷・CLUB QUATTROで開催する。[7]
  - 10月 初の単独レギュラー番組「angelaのsparking!talking!show!」が開始。
- 2005年
  - 1月 1stアルバム「ソラノコエ」が「Voice of the sky」のタイトルで全米で発売。全米デビューを果たす。
  - 3月29日 SHIBUYA-AXにて、「angela Live in Shibuya-AX〜a列車で行こう! 全曲ライブ!!」と称して全曲ライブが行なわれる。 アンコールで昨年発売の「I/O」と「Shangri-La」がキングレコードヒット賞を受賞した事を報告した。[8]
  - 5月21日 公式ファンクラブ「gelamily」が発足。
  - 4月にはアメリカ・シアトルでの「サクラコン」、8月にはカナダ・トロントでの「CANADIAN NATIONAL EXPO」といった海外のイベントに出演する。
  - 8月 「I/O」が全米で発売される。
  - 8月7日 愛・地球博でのイベント「東海ラジオスペシャル "WE LOVE THE EARTH"」に出演する。[9]
  - 12月29日 初のホールコンサート「ミュージック・ワンダー★大サーカス」を東京厚生年金会館で開催する。[10]
- 2006年
  - 3月15日 3rdアルバム「PRHYTHM」発売。 オリコンチャート初登場10位を記録し、初のTOP10入りを果たす。
  - 3月21日から4月8日にかけて全国5都市で「angela First Tour 2006 PRHYTHM」を開催する。[11]
  - 5月 NHK-FM「今日は一日“アニソン”三昧」で、初のNHK出演を果たす。
  - 12月 atsukoが体調不良のため、翌年2月まで一時休養に入る。 予定されていた「angelaのミュージック・ワンダー★大サーカス2nd 〜人生遊戯〜」の公演は中止。
- 2007年
  - 7月29日 鈴鹿サーキットで行われた「"コカ・コーラ ゼロ "鈴鹿8時間耐久ロードレース 30回大会」にて、ミニライブを行う。また、この大会の前夜祭でatsukoが国歌を独唱した。
  - 12月12日 初のベストアルバム「宝箱 -TREASURE BOX-」を発売。
  - 12月29日「angelaのミュージック・ワンダー★大サーカス2nd 〜TREASURE HUNTER〜」を東京厚生年金会館で開催する。 アンコールでatsukoが夏に結婚していたことを発表する[注 1]。
- 2008年
  - 事務所の後輩バンドという設定でドメスティック♥ラヴバンド（ドメラバ）名義で、アルバム「TRASH BOX」でデビューをする（メンバーは、Vo. 家庭内愛子、Gt. Z GATZ、Ba. ブレイブ、Key. 塩分、Dr. Coji）[12]。パンク・ロックテイストにangelaの曲が再アレンジされた。
  - 8月31日 angelaではなくドメスティック・ラヴバンドとして「Animelo Summer Live 2008」に初参加する。
  - バイクレーシングチーム・TEAM angelaが、鈴鹿8時間耐久ロードレース出場を目標に発足し、デザイナーの山本寛斎もチームに加わる。8耐のトップ10トライアルで秋吉耕佑がタイムアタックしている際には「パノラマ」が流れた。
  - 7月にはアニメ「薬師寺涼子の怪奇事件簿」、10月にはゆかなのアルバム「Blooming Voices」など、KATSU単独でのプロデュース業も始まる。
  - 10月 atsukoがミュージカル「IL Musicale」に出演。
  - 9月28日 「Dream Stage - angela & momoi -」のタイトルで、初となる台湾コンサートを桃井はること共に開催する。[13]
- 2009年
  - OP/ED主題歌などを担当するTVアニメ『蒼穹のファフナー』がパチンコとなったことで、WBC中継でのCMで再び「Shangri-La」が注目される。
  - 8月29日 angelaとしては初めて「Animelo Summer Live 2009」に参加する。
  - 9月9日 4thアルバム「Land Ho!」発売。
  - 9月27日から10月25日まで、全国8都市[注 2]で、ライブツアー「angela Live Tour 2009 "Land Ho!"」を開催した。
  - ゲーマーズ本店にて期間限定angelaショップを開店する。
  - angela初のピアノソロ楽譜集「やさしいピアノ・ソロangela」全25曲がシンコー・ミュージックより発売される。
  - TVアニメ『アスラクライン2』に声優として出演する。
  - NHK「MUSIC JAPAN 新世紀アニソンSP完全版」に出演する。
  - 「ミュージック・ワンダー★大サーカス4th 〜The gear turns around〜」を中野サンプラザにて開催する。
- 2010年
  - 野中藍のライブツアー「AIPON BEST BOUT 2010 〜燃えあがれ!! 天をも焦がす野中藍の歌魂〜」ファイナルin横浜BLITZにて、野中藍×angelaののなぢぇらが結成される。
  - angelaがパーソナリティーを務めるアニメ系総合情報番組『a-GENERATION』が文化放送にてスタートする。
  - 声優の浪川大輔による初監督作品『Wonderful World』の主題歌＆BGMを全て手掛ける。
2010年7月に発売された「Wonderful World サントラアルバム」に主題歌「Wonderful World」が収録された。
  - 『ノン子とのび太のアニメスクランブル』1000回記念イベントにゲスト出演する。
  - gelamily5周年特別記念イベント「MWC杯王位争奪戦angela VS ドメラバ DEAD or ALIVE」を開催するも、ガチンコLiveバトルは勝者不明のまま終演となった。
  - シングル「蒼い春」は、200人のファンエキストラと共にPV撮影が行われた。
  - NHK「MUSIC JAPAN 新世紀アニソンSP.3完全版」に出演する。
  - キャラホビ2010「蒼穹のファフナー HEAVEN AND EARTH スペシャルステージ」に出演する。
  - アニメイト岡山店にてangelaミュージアムが開催される。ミュージアムには、angelaの衣装・KATSUのギター・秘蔵写真等が展示される。開催期間中にangelaのCDを買うと岡山店限定コメント付きブロマイドが貰えた。
  - シンガポールで行なわれた「ANIME FESTIVAL ASIA」イベントにゲスト出演し、約3000人を前にパフォーマンスを披露する。
  - 12月29日に「ミュージック・ワンダー★大サーカス5th 〜蒼穹のファフナーまるごと全曲ライブ〜」が中野サンプラザにて開催される。タイトル通り『蒼穹のファフナー』シリーズ楽曲13曲＋その他楽曲を合わせ全24曲を歌いきる。
- 2011年
  - ライトノベル作家の時雨沢恵一×angelaのコラボ作品『夜が運ばれてくるまでに 〜A Song in A Bed〜』が発売された。[注 3]
  - 2月20日に発売記念イベント「夜が運ばれてくるまでに 〜A Talk & Live in Shibuya〜」が、shibuya-duo music exchangeにて行われた。ライブに朗読に時雨沢恵一とのトークコーナーと盛り沢山の内容となった。朗読パートには、声優の川田紳司・小林由美子が参加した。
  - 劇場版アニメ『蒼穹のファフナー HEAVEN AND EARTH』アジア公開記念イベント「jplex SUPER ANISONG LIVE!!」に出演する。
  - 東北地方太平洋沖地震の被災者にむけた新曲及びメッセージ動画をオフィシャルサイトにて配信する。
  - Asagaya Loft Aにてatsuko単独イベント「一家ラン欒」が行われた。
  - 7月9日 世田谷区民会館にてイベント「蒼穹のファフナー HEAVEN AND EARTH -大ヒット感謝祭- 『蒼穹作戦』」に出演する。イベントの最後に蒼穹のファフナーEXODUSの製作決定が発表される。
  - 7月17日から8月10日まで、全国7都市[注 4]で、ライブツアー「angela Live Tour 2011 "mirror☆ge"」を開催する。
  - 「angela Live Tour 2011 "mirror☆ge"」にて東日本大震災チャリティー曲の「Untitled」を初披露する。会場でangelaが手書きした「Untitled」の歌詞とメロディ譜の印刷されたクリアファイルを販売し、収益の全額を東日本大震災の義援金とした。
  - 8月21日 九龍湾国際展貿中心3階演講廳[14]にて初の香港ワンマンライブ「angela 香港ライブ2011 〜蒼穹〜」を開催する。[15]
  - 8月27日 秩父ミューズパーク野外ステージにて「東日本大震災復興チャリティーコンサート IN 秩父」にZONE・nano.RIPEと共に出演する。
  - 12月29日 赤坂ACTシアターにて「angelaのミュージック・ワンダー★大サーカス2011 NON STOP MUSIC」を開催する。
- 2012年
  - デビュー日である5月21日に「デビュー10周年まであと1年記念☆全部が主題歌ライヴ!!」を招待制の無料ライブとして開催する。
  - 8月5日 「angelaのsparking!talking!show!400回突破記念公開録音〜かよチューも参戦!〜」を愛知県知多郡美浜町で開催された「美浜海遊祭2012」で開催する。
  - 12月30日 「angelaのミュージック・ワンダー★大サーカス2012 〜抜刀祭〜」を同年楽曲提供をした声優の小松未可子と、コスプレイヤーのKANAME☆をゲストに迎え開催する。
- 2013年
  - 4月24日 6thアルバム「ZERO」をリリースし、オリコンウィークリーチャートで初登場10位を記録。
  - 5月21日 メジャーデビュー10周年を迎え、同日から6月23日まで全国7都市でライブツアー「angela 10th Anniversary Live Tour 「ZERO」」を開催した。
  - 2013年は海外イベントにも多数参加。7月4日よりフランス・パリで開催された「Japan Expo2013」、11月10日よりシンガポールで開催された「AFA13 - Anime Festival Asia 2013 ヴァルヴレイヴナイト」、さらに10月23日には台湾でワンマンライブ「angela Live in TAIWAN -ANISONG NIGHT- 」を開催した。台湾でのライブ以降、海外イベント限定で販売されるベスト盤「アニメノウタ」を販売開始。
  - 8月20日 「高橋直純の“海の家” in 音霊SEA STUDIO 2013」に出演。8月24日には「Animelo Summer Live 2013 -FLAG NINE-」に出演し、10周年記念メドレーやZweiとのコラボでアニメ『地獄先生ぬ〜べ〜』主題歌「バリバリ最強No.1」を披露。さらに11月24日には「ANIMAX MUSIX 2013」に出演し、持ち曲の他アニソンカバーや川田まみとのコラボでアニメ『バジリスク 〜甲賀忍法帖〜』主題歌「甲賀忍法帖」を披露した。
  - 12月19日よりスタートしたカプコンのオンラインゲーム『百年戦記 ユーロ・ヒストリア』のテーマソングとして、1stアルバム「ソラノコエ」のリード曲「over the limits」を作品用に再トラックダウンした「over the limits〈EURO HISTORIA〉」が起用される。
  - 12月31日 angela初となる年越しカウントダウンライブ「ミュージック・ワンダー★大サーカス2013-2014 COUNTDOWN」を開催。
- 2014年
  - 2月22日より新宿バルト9他にて全国ロードショーされた劇場版アニメ『モーレツ宇宙海賊 ABYSS OF HYPERSPACE -亜空の深淵-」のテーマソング・イメージソングをangelaがプロデュース。中川翔子とのコラボ・angela Presents／中川翔子「キラキラ-go-round』、小松未可子の「Sail away」の2曲を担当。
  - angela Live Tour 2014 THE BEST!!を開催する。
  - 『シドニアの騎士』オープニングテーマ「シドニア」で第19回アニメーション神戸・ラジオ関西主題歌賞を受賞。同賞制定以来初となる同一部門での2度目の受賞となる。
- 2015年
  - 2月11日 テレビアニメ「蒼穹のファフナー EXODUS」の主題歌シングル「イグジスト」をリリース。オリコン週間チャートで初登場7位（デイリーチャート最高3位）、Billboard JAPANシングルチャートで4位を記録。これまでオリコンシングルチャートで自己最高順位であった2004年発売「Shangri-La」の12位を大きく上回り、2003年のメジャーデビュー以降初のシングルチャートTOP10入りを果たした。
  - 3月28日 幕張メッセで開催された「コミケットスペシャル6〜OTAKUサミット2015〜」中夜祭「OTAKU SUMMIT SPECIAL LIVE」に出演。
  - 6月7日から7月25日まで海外2都市と国内4都市でライブツアー「angela Live Tour 2015「ONE WAY」」を開催した。
  - atsukoがテレビアニメ「ミス・モノクローム -The Animation- 2」にて作中のアイドルグループキャラメルのメンバー・あつこ役で出演。同役でシリーズ続編「ミス・モノクローム -The Animation- 3」にも出演、関連CDにも参加する。
  - 8月29日 開催された「Animelo Summer Live 2015 -THE GATE-」2日目に出演。初のトリを務める。
  - 12月28日・12月29日の2日間、東京国際フォーラムホールCにて「ミュージック・ワンダー★大サーカス2015 〜10th Anniversary〜」を開催した[16]。
- 2016年
  - 2月1日 スターチャイルドと第三クリエイティブ本部の統合に伴いKING AMUSEMENT CREATIVEにレーベル変更。
  - メジャーデビュー13周年記念日でもある5月21日に、山梨県河口湖ステラシアターにて「angelaデビュー13周年記念☆ 拡大版「全部が主題歌ライヴ!!」」を開催。
  - 5月6日 同年10月より放送開始予定の「亜人」テレビシリーズ第2クールのオープニングテーマ曲をfripSideとのコラボレーションで担当すると発表。[17]
  - 8月28日 「Animelo Summer Live 2016 刻 -TOKI-」最終日に出演。初の全日程を通じての大トリを務め、その際に初の日本武道館ワンマンライブを2017年3月に開催することを発表。後に、3月4日に開催されることが明らかになる。[18]11月27日、公演タイトルが「angelaのミュージック・ワンダー★特大サーカスin武道館〜僕等は目指したShangri-La〜」に決定[18]。
  - 8月31日 8thアルバム「LOVE & CARNIVAL」をリリース。2016年9月19日付オリコン週間アルバムチャートにて初登場4位を獲得。デビュー13年にして初のオリコンTOP5入りを果たした。
  - 10月 angela Live Tour 2016｢LOVE＆CARNIVAL｣を大阪・東京で開催。
- 2017年
  - 3月4日 ｢angelaのミュージック・ワンダー★特大サーカスin日本武道館~僕等は目指したShangri-La~｣を開催。atsukoにそっくりなアイドルあっちゃん（事務所の後輩であっちゃん星のオムライス村からやってきた17歳のアイドルという設定）が登場し、初めて作詞・作曲した楽曲「お願い!シャングリラ」を披露した。
  - 3月18日 fripSideのさいたまスーパーアリーナ単独ライブにゲストアーティストとして参加。
  - ひかりTVの4K番組「Excellent Japan 日本列島再発見-ボニンブルーの楽園 小笠原諸島-」のテーマ曲を担当。更にatsukoが番組ナレーションを担当。
  - KATSUがAnime Japanのスピンオフ企画「AJ Night 2017」にてDJお兄様（企画発表時はDJ from K）として出演。
  - 8月25日から9月30日まで東京都原宿AMO CAFEにて｢angelaのミュージック・ワンダー★特大サーカスin日本武道館~僕等は目指したShangri-La~｣を再現したミュージアムカフェ『angela MUSEUM CAFE』をオープン。
  - 9月から3ヶ月連続で秋のワンマン ライブ、 ｢angela 全力☆Live!2017｣を東京、名古屋で開催する。
  - 12月20日 9thアルバム｢Beyond｣を発売。
- 2018年
  - 1月13日から2月24日まで、三年ぶりの全国ツアーとなる『angela Live Tour 2018 Beyond』を開催。
  - デビュー日2日前の5月19日に、河口湖ステラシアターにてデビュー15周年記念ライヴを開催。
- 2019年
  - 5月22日 シングル『THE BEYOND』を発売。タイトル曲はテレビアニメ『蒼穹のファフナー』シリーズの最新作である『蒼穹のファフナー THE BEYOND』のオープニングテーマとして書き下ろされた。
  - 5月23日 ファンクラブメールマガジンおよび公式ブログにて、KATSUが歌手の結城アイラと結婚したことを報告[19]。
  - 12月30日・31日の2日間、2年ぶりとなる年末ライブ｢angelaのミュージック・ワンダー★大サーカス2019｣を渋谷公会堂（LINE CUBE SHIBUYA）にて開催した。
- 2020年
  - 4月22日 シングル「乙女のルートはひとつじゃない！」を発売 angelaとのタイプアップ作品「乙女ゲームの破滅フラグしかない悪役令嬢に転生してしまった…」のオープニングテーマとして書き下ろされた。
  - 6月14日 配信シングル「君の影、オレンジの空」を発売。「乙女ゲームの破滅フラグしかない悪役令嬢に転生してしまった…」第11話の挿入曲として用いられ、本作の主人公カタリナ・クラエスの前世である女子高校生（通称・野猿）の親友だった少女の佐々木敦子をイメージし、色々な「別れ」について考えながら作った作品。
  - 10月27日 12月27日にパシフィコ横浜で開催予定であった「angelaのミュージック・ワンダー★大サーカス 2020」の新型コロナウイルス感染症の影響による公演中止を発表[20]。
  - 12月27日 前述の「angelaのミュージック・ワンダー★大サーカス 2020」の代替イベントとして「angelaのミュージック・ワンダー★生特番 〜パシフィコで会いたくて〜」をパシフィコ横浜から配信。[21]
- 2021年
  - 3月13日 OPENREC.tvにて生配信された、鈴木このみ主催 “鈴フェスvol.1”出演。
  - 3月22日 KING AMUSEMENT CREATIVE内に新設された「SONIC BLADE」にレーベル変更。
  - 5月1日～ 5月31日 JR広島駅南口地下広場マルチビジョンにてangela VS 遠藤正明「Battle ＆ Message」のMusic Clip放映。
  - 5月7日～ 5月20日 渋谷愛ビジョンにて「Battle ＆ Message」のCMがOA。
  - 5月19日 10thアルバム「Battle & Message」を発売。
  - 5月23日 日清食品パワーステーション［REBOOT］にてオンラインライヴ「angela Debut 18th Anniversary Online Live -Battle & Message-」開催。
  - 6月3日～6月9日 西武新宿駅前のユニカビジョンにて特集番組放映。
  - 6月13日 「Battle ＆ Message」発売記念特番「Telephone & Present」開催。
  - 6月16日 「GARNiDELiA」tokuのソロアルバムにatsukoが参加。
  - 6月20日 ティアラこうとう 大ホール（江東区江東公会堂）にて開催された「Non Fes the concert～Nonko 40th Anniversary Tribute Festival～日髙のり子40周年記念トリビュート・フェスティバルに出演。
  - 7月7日 TVアニメ『乙女ゲームの破滅フラグしかない悪役令嬢に転生してしまった…X』のオープニングテーマ「アンダンテに恋をして！」発売。[注 5]
  - 7月18日 Zepp Hanedaにて開催された、TVアニメ『乙女ゲームの破滅フラグしかない悪役令嬢に転生してしまった…』 スペシャルイベント～野菜スイーツ収穫祭～に出演。
  - 7月19日 サンライズ (アニメ制作ブランド)ミュージック×リスアニ!WEB×Spotify合同企画「ガンダムシリーズ楽曲プレイリスト」として、KATSUがセレクトしたプレイリストが公開。
  - 8月28日 さいたまスーパーアリーナにて開催された「Animelo Summer Live 2021 -COLORS-」に出演。
  - 9月11日 テレビアニメ『乙女ゲームの破滅フラグしかない悪役令嬢に転生してしまった…X』第11話挿入歌「あなたがくれたヒカリ」配信開始。
  - 10月23日 豊洲PITにて開催された、日髙のり子主催「Non Fes Halloween Party」に出演。
  - 11月16日 『蒼穹のファフナー THE BEYOND』 劇場先行上映記念舞台挨拶。
  - 12月22日 さいたまスーパーアリーナ20周年を記念して、お祝いコメントを寄贈。
  - 12月24日 「幸せの温度」のリリックビデオを公開。
  - 12月28日 パシフィコ横浜 国立大ホールにて開催された「蒼穹のファフナーFINAL Fes in パシフィコ横浜」Day 2「angela LIVE -蒼穹作戦-」出演。
- 2022年
  - 1月1日 アーティスト公式サイト（https://style-market.com/angela/）とキングレコード公式サイト（http://king-cr.jp/artist/angela/）が合併し、公式サイトをリニューアル（https://angela-official.com/）。
  - 1月8日 鹿児島県鹿屋市文化会館にて開催された、「りなメロ♪ LIMITED EDITION」に出演。
  - 1月15日 WOWOW開局30周年記念新作長編アニメ作品『永遠の831』先行試写会舞台挨拶に出演。
  - 1月21日 WOWOW開局30周年記念新作長編アニメ作品『永遠の831』主題歌「ひとひらの未来」デジタルリリース。同時にMusic Clipを公開。
  - 1月23日 南青山MANDALAにて「atsuko Birthday Live 2022」を開催。
  - 1月24日 「ひとひらの未来」が文化放送プラスチューンに決定。
  - 1月25日 「カノエラナ TikTok LIVE＠チームラボボーダレス」にatsukoがゲスト出演。
  - 1月28日 渋谷ビジョンにて「ひとひらの未来」CMが放映。
  - 1月31日 フジテレビジョン「プレミアの巣窟」出演。
  - 2月12日 ぴあアリーナMMにて「オダイバ!! 超次元音楽祭 -ヨコハマからハッピーバレンタインフェス2022-」に出演。
  - 2月22日 佐咲紗花YouTubeチャンネル”One-Shot Recording”に atsukoがゲストボーカルで参加。
  - 3月19日 両国国技館で開催された東京女子プロレス「GRAND PRINCESS ’22」に出演し、爆れつシスターズの入場テーマ曲「BAKURETSU POWER」を生歌唱及び、試合のゲスト解説を務める。
  - 3月27日 豊洲PITにて開催された緒方恵美主催イベント「Precious Anime＆Game Song Festival」に出演。
  - 5月20日 U-NEXTオリジナルのアニソン番組『アニメカケル』に出演。
  - 5月21日 クラブ月世界にてファンクラブイベント「gelamily Live Tour 2022」兵庫公演。
  - 5月22日 京都Fanjにてファンクラブイベント「gelamily Live Tour 2022」京都公演。
  - 5月28日 バトゥール東京にてファンクラブイベント「gelamily Live Tour 2022」東京公演。
  - 6月10日 「アニサマ2022 おしゃべり特番」にatsukoが出演。
  - 7月10日 日比谷野外音楽堂にて開催されたリアルアキバボーイズ「RAB日比谷野外大音楽堂公演」に出演。
  - 7月27日 デジタルシングル2か月連続リリース第1弾「Alone」配信開始。同時にMusic Clipを公開。
  - 7月27日 TWO-MIXトリビュートアルバムに参加。
  - 8月20日 デジタルシングル2か月連続リリース第2弾「アロハTraveling」配信開始。
  - 8月27日 さいたまスーパーアリーナにて開催された「Animelo Summer Live 2022 -Sparkle-」に出演。
  - 9月3日 「アロハTraveling」がテレビ北海道「スイッチン！」9月度EDテーマに決定
  - 9月4日 なんばHATCHにて「angela Tourism -aLIVE & Message-」大阪公演。
  - 9月11日 フジテレビ「Love music」内サキガケ！TikTok動画コーナーにてangelaのTikTok動画がOA。
  - 9月17日 ダイアモンドホール「angela Tourism -aLIVE & Message-」愛知公演。
  - 9月18日 長野県佐久市駒場公園にて行われた「ナガノアニエラフェスタ20～22」に出演。
  - 9月24日 豊洲PITにて「angela Tourism -aLIVE & Message-」東京公演。
  - 10月1日 『蒼穹のファフナー』シリーズトークイベント【REUNION】に出演。
  - 10月22日 豊洲PITで開催された日髙のり子オーガナイズライブフェス「Non Fes Halloween Party Returns」に出演。
  - 10月29日 メルパルクホール大阪で開催された日髙のり子オーガナイズライブフェス「Non Fes Halloween Party Returns」に出演。
  - 11月8日 「Alone」がBS11「なすなかにしのゲームキングダム」11月度EDテーマに決定。
  - 11月17日 国立代々木競技場第一体育館で開催された、新日本プロレス５０周年記念イベント「シンニチイズム ミュージックフェス」に出演。獣神サンダー・ライガーの前で「怒りの獣神ライガー」を歌う。
  - 11月19日 横浜アリーナにて開催された「ANIMAX MUSIX 2022」に出演。
  - 12月2日 渋谷Pleasure Pleasureで開催されるCan/goo「デビュー20周年記念！メモリアルアルバム発売ライブツアー」にatsukoが出演。
  - 12月10日 京都ロームシアターにて開催される「京 Premium Live 2022」に初参加ながらトリで出演。
  - 12月28日『蒼穹のファフナー THE BEYOND』第4弾EDテーマ「今を、生きる為に」配信開始。
  - 12月28日『蒼穹のファフナー THE BEYOND』第5弾EDテーマ「過ぎ去りし日よ」配信開始。
- 2023年
  - 1月1日 「Animelo Summer Live 2022 -Sparkle- powered by Anison Days」の一挙6時間放送のゲスト副音声に出演。
  - 1月10日 DMM TVにて過去のLIVE映像を配信開始。
  - 1月11日 TVアニメ「最強陰陽師の異世界転生記」オープニングテーマ「RECONNECTION」発売。
  - 1月11日 5月にデビュー20周年を迎えるにあたり、二人の故郷である岡山での凱旋ライヴ開催を発表。
  - 1月21日 『蒼穹のファフナー BEHIND THE LINE』主題歌「Start again」配信開始。
  - 1月22日『蒼穹のファフナー BEHIND THE LINE』劇場特別先行上映記念舞台挨拶（さいたま、新宿）へ出演。
  - 1月27日 「Start again」がYouTube Music公式プレイリストにリストイン。
  - 1月29日 日本武道館で開催される「リスアニ!LIVE 2023」に出演。
  - 2月11日 ぴあアリーナMMで開催される「オダイバ‼︎超次元音楽祭 ヨコハマからハッピーバレンタインフェス2023」に出演予定。
  - 2月15日 声優・緒方恵美 アニソンカバーミニアルバム「アニメグ。30th」に収録される『幽☆遊☆白書』オープニング主題歌「微笑みの爆弾」にて、KATSUが編曲を手掛け、atsukoがコーラスで参加。
  - 5月20日 angela 20th Anniversary☆岡山凱旋　Day1「全部が主題歌ライヴ!!!」in 岡山市民会館開催。当日はアンコールで大森雅夫岡山市長が登壇し、当時2人が上京していて参加できなかった成人式をこの場で実施、あわせて観光大使「桃太郎のまち岡山大使」の任命を受けた[22]。
  - 5月20日 第25回FCイベント「angelaと一緒に521へのカウントダウン」開催。
  - 5月21日 angela 20th Anniversary☆岡山凱旋　Day2「angela生誕祭」in 西大寺公民館開催。この日もアンコールにて西大寺観光協会より「はだか祭りの街 西大寺ふるさと大使」の任命を受ける[23]。
  - 6月4日 この日開催された「「蒼穹のファフナー BEHIND THE LINE」大ヒット感謝特別上映イベント IN 尾道〜邂逅〜」にて、『蒼穹のファフナー』の関連楽曲に関し「同じアーティストにより歌われたアニメフランチャイズの歌曲の最多数」としてギネス世界記録の公式認定を受ける[24]
  - 6月17日 パシフィコ横浜国立大ホールで開催されるfripSide結成20周年記念フェス「fripSide 20th Anniversary Festival 2023-All Phases Assembled-」にゲスト出演。元fripSideボーカルの南條愛乃の新型コロナウイルス感染が判明したため開催を延期。[25]
  - 7月30日 「リスアニ！LIVE SPECIAL EDITION ナツヤスミ」に出演。
  - 8月26日 さいたまスーパーアリーナにて開催された「Animelo Summer Live 2023 -AXEL-」に出演。
  - 9月17日 「ナガノアニエラフェスタ2023」に出演。
  - 10月28日から12月10日まで全国6都市[注 6]で、ライブツアー「angela Live Tour 2023」開催をした。
- 2024年
  - 2月25日 ラジオ関西でのangelaのsparking!talking!show!放送1000回記念公開録音（神戸情報文化ビル（通称カルメニ）1階サテライトスタジオ）

## メンバー
|        | atsuko（アツコ） | KATSU（カツ） |
| ------ | --- | --- |
| 本名   | 山下 敦子（やました あつこ） | 平里 勝敬（ひらさと かつのり） |
| 生誕   | 1975年1月23日 | 1974年6月12日 |
| 血液型 | AB型 | B型 |
| 担当   | ボーカル、作詞、作曲 | ギター、キーボード、作曲、編曲 |
| 略歴   | 岡山市東区西大寺出身 スナックを営む家庭に生まれレーザーディスクカラオケを用い演歌を独学で練習しつつ、また姉がピアノを習っていた事もあり、小学校入学前からピアノも習い音楽に親しみながら育つ。 高校時代はバンドボーカルを担当し、その頃に別バンドのKATSUと知り合う。またピアノ講師からのアドバイスをきっかけに作曲も始める。 その後高校卒業後の進路として寮付きの就職先を見つけ上京の準備を整えるも他のバンドメンバー全員が上京を断念したため一人で上京。 | 岡山のNHK放送管弦楽団でサックスを担当していた会社員の父とバンド演奏のある喫茶店に勤務する母の間に生まれ、幼少期から電子オルガンを習うとともに中学時代からはフォークギターを行うほか、ドラムも習いバンド活動を始める。 高校時代に父の転勤で福岡県へ移住することになった際に音楽への夢を強め17歳で上京、ローディーやPAのアルバイトの傍らで音楽活動を続け、atsukoの上京をきっかけに本グループを結成しドラムからキーボードに転向。 また、ユニット結成後もSOONやMr.マリックのサポートメンバーとして活動。 |
| 影響   | 小学校時代に松田聖子、中森明菜、光GENJI等アイドル歌手を好んだものの、小学5年に映画「ラビリンス/魔王の迷宮」をきっかけにデビッド・ボウイや洋楽を好むようになり、マイケル・ジャクソン、マドンナ等の楽曲を聞いていた。 またX JAPAN、BOØWY等といった日本のロックバンドも好みコピー演奏した。 | ビリー・ジョエルをきっかけに洋楽を聞き始め、その後ハードロックバンドに傾倒し、モトリー・クルー、キッス、ハロウィン、ボン・ジョヴィを好んだ。 |

## 音楽性
ユニット名はモトリー・クルーの楽曲「Angela」に由来し、またKATSUが聞いていたオールディーズからザ・ボッパーズ等も「ANGELA」のタイトルの曲を歌っていた事から「アンジェラ」とは何かという思いと人の名前をユニット名とするのがいいという思いから命名されている。
ライブやイベントではatsukoによる「atsukoにおまかせ!」、KATSUによる『機動戦士ガンダム』のギレンの演説「ジーク・ジオン!」（「あえて言おう、KATSUであると」と続く）」のコール＆レスポンスが定番となっている。
2010年代中盤からは自己紹介時にアイドルマスター(例：angelaマスター、angelaマスターシンデレラガールズなど)や、fripSide、ALTIMA、GARNiDELiA、ゆいかおり、GRANRODEO、A応P（angela応援Project）、などアニメソング関係者を名乗るネタMCが浸透している。
ライブのサポートメンバーとして、小島“じんぼちゃん”億洋(Dr)、Buono(極惡いちご団メンバー・Ba)、BeBe(Key)、大場映岳-hana-(Manip/Key)が参加する。

## ディスコグラフィ

### シングル
|        | 発売日         | タイトル                      | 規格品番   | 規格品番   | 最高位 |
| 限定盤 | 発売日         | タイトル                      | 通常盤     |            | 最高位 |
| ------ | -------------- | ----------------------------- | ---------- | ---------- | ------ |
|        | 1999年5月26日  | memories                      |            | HDDA-10004 |        |
| 1st    | 2003年5月21日  | 明日へのbrilliant road        | KICM-3042  | 15位       |        |
| 2nd    | 2003年8月21日  | The end of the world          | KICM-3045  | 21位       |        |
| 3rd    | 2003年12月3日  | merry-go-round                | KICM-1089  | 72位       |        |
| 4th    | 2004年5月26日  | fly me to the sky             | KICM-93069 | KICM-3069  | 35位   |
| 5th    | 2004年6月2日   | in your arms                  |            | KICM-1106  | 48位   |
| 6th    | 2004年8月4日   | Shangri-La                    | KICM-3075  | 12位       |        |
| 7th    | 2005年1月26日  | 未来とゆう名の答え            | KICM-3092  | 24位       |        |
| 8th    | 2005年8月3日   | DEAD SET                      | KICM-3107  | 19位       |        |
| 9th    | 2005年9月7日   | YOU GET TO BURNING            | KICM-3108  | 18位       |        |
| 10th   | 2005年12月21日 | Peace of mind                 | KICM-3118  | 16位       |        |
| 11th   | 2007年5月9日   | gravitation                   | KICM-1202  | 19位       |        |
| 12th   | 2008年11月12日 | Beautiful fighter             | KIZM-21/2  | KICM-3176  | 19位   |
| 13th   | 2008年12月25日 | 約束                          |            | KICM-1258  | 42位   |
| 14th   | 2009年5月13日  | Spiral                        | KIZM-29/30 | KICM-3190  | 14位   |
| 15th   | 2009年11月18日 | オルタナティヴ                | KICM-91292 | KICM-1292  | 16位   |
| 16th   | 2010年7月28日  | 蒼い春                        |            | KICM-3212  | 27位   |
| 17th   | 2010年12月22日 | 蒼穹                          | KICM-3222  | 17位       |        |
| 18th   | 2012年1月25日  | THE LIGHTS OF HEROES          | KICM-93241 |            | 40位   |
| 19th   | 2012年10月24日 | KINGS                         | KICM-93253 | 21位       |        |
| 20th   | 2013年11月6日  | ANGEL／遠くまで               |            | KICM-3269  | 34位   |
| 21st   | 2014年5月21日  | シドニア                      | KICM-3277  | 19位       |        |
| 22nd   | 2014年7月12日  | Different colors              | KICM-3278  | 22位       |        |
| 23rd   | 2015年2月11日  | イグジスト                    | KICM-93286 | KICM-3286  | 7位    |
| 24th   | 2015年4月29日  | 騎士行進曲                    |            | KICM-3289  | 43位   |
| 25th   | 2015年11月11日 | DEAD OR ALIVE                 | KICM-93304 | KICM-3304  | 11位   |
| 26th   | 2017年7月5日   | 全力☆Summer!                  | KICM-91781 | KICM-1782  | 29位   |
| 27th   | 2018年7月18日  | SURVIVE!                      | KICM-91853 | KICM-1854  | 21位   |
| 28th   | 2019年5月22日  | THE BEYOND                    | KICM-91939 | KICM-1939  | 20位   |
| 29th   | 2020年4月22日  | 乙女のルートはひとつじゃない! | KICM-92045 | KICM-2046  | 19位   |
| 30th   | 2020年11月18日 | 叫べ                          | KICM-92051 | KICM-2051  | 11位   |
| 31st   | 2021年7月7日   | アンダンテに恋をして!         | KICM-92089 | KICM-2090  | 38位   |
| 32nd   | 2023年1月11日  | RECONNECTION                  | KICM-92119 | KICM-2120  | 25位   |
| 33rd   | 2023年7月5日   | AYAKASHI                      | KICM-92129 | KICM-2130  | 47位   |

#### デジタル・シングル
| 配信日         | タイトル                  | 規格品番  |  |
| -------------- | ------------------------- | --------- |  |
| 2020年6月14日  | 君の影、オレンジの空      | NOPA-2262 |  |
| 2021年2月24日  | 何故に..                  | KIZB-287  |  |
| 2021年2月24日  | 君を許すように            | KIZB-302  |  |
| 2021年9月11日  | あなたがくれたヒカリ      | NOPA-2808 |  |
| 2021年11月6日  | 夜明け待ちのバラード      | KIZB-308  |  |
| 2021年11月6日  | Shangri-La 〜THE BEYOND〜 | NOPA-2964 |  |
| 2022年1月21日  | ひとひらの未来            | NOPA-3084 |  |
| 2022年7月27日  | Alone                     | NOPA-3085 |  |
| 2022年8月20日  | アロハTraveling           | NOPA-3086 |  |
| 2022年12月28日 | 今を、生きる為に          | NOPA-4051 |  |
| 2022年12月28日 | 過ぎ去りし日よ            | NOPA-4052 |  |
| 2023年1月21日  | start again               | NOPA-3087 |  |
| 2023年5月21日  | 今でも...                 | NOPA-4443 |  |
| 2024年1月23日  | Fly Alive                 | NOPA-5478 |  |
| 2024年5月25日  | 僕等の歌                  | NOPA-5831 |  |

#### コラボレーション・シングル
| 発売日         | タイトル          | アーティスト              | 規格品番                                           | 規格品番                                           | タイアップ                                                                    | 最高位 |
| 発売日         | タイトル          | アーティスト              | 限定盤                                             | 通常盤                                             | タイアップ                                                                    | 最高位 |
| -------------- | ----------------- | ------------------------- | -------------------------------------------------- | -------------------------------------------------- | ----------------------------------------------------------------------------- | ------ |
| 2014年7月23日  | キラキラ-go-round | angela Presents/ 中川翔子 |                                                    | KICS-3279                                          | アニメ映画『モーレツ宇宙海賊 ABYSS OF HYPERSPACE -亜空の深淵-』テーマソング   | 46位   |
| 2016年10月19日 | 僕は僕であって    | angela×fripSide           | KICM-91710                                         | KICM-1711                                          | テレビアニメ『亜人』オープニングテーマ                                        | 14位   |
| 2016年12月7日  | The end of escape | fripSide×angela           | GNCA-0461                                          | GNCA-0462                                          | テレビアニメ『亜人』オープニングテーマ                                        | 19位   |
| 2023年12月6日  | 晴れのちハレルヤ! | angela×蒼井翔太           | KIZM-785/6（アーティスト盤） KICM-2146（アニメ盤） | KIZM-785/6（アーティスト盤） KICM-2146（アニメ盤） | アニメ映画『乙女ゲームの破滅フラグしかない悪役令嬢に転生してしまった…』主題歌 | 39位   |

### アルバム

#### オリジナルアルバム
|        | 発売日         | タイトル         | 規格品番   | 規格品番  | 最高位     |
| 初回盤 | 発売日         | タイトル         | 通常盤     |           | 最高位     |
| ------ | -------------- | ---------------- | ---------- | --------- | ---------- |
| 1st    | 2003年12月3日  | ソラノコエ       |            | KICA-619  | 36位       |
| 2nd    | 2004年11月17日 | I/O              | KICS-1120  | 16位      |            |
| 3rd    | 2006年3月15日  | PRHYTHM          | KICS-1236  | 10位      |            |
| 4th    | 2009年9月9日   | Land Ho!         | KICS-91483 | KICS-1483 | 24位       |
| 5th    | 2011年6月22日  | mirror☆ge        | KICS-91676 | KICS-1676 | 23位       |
| 6th    | 2013年4月24日  | ZERO             | KICS-91904 | KICS-1904 | 10位       |
| 7th    | 2015年5月20日  | ONE WAY          | KICS-93189 | KICS-3189 | 10位       |
| 8th    | 2016年8月31日  | LOVE & CARNIVAL  | KICS-93414 | KICS-3414 | 4位        |
| 9th    | 2017年12月20日 | Beyond           | KICS-93658 | KICS-3658 | 31位       |
| 10th   | 2021年5月19日  | Battle & Message | KICS-93995 | KICS-3995 | 13位       |
| 11th   | 2023年10月25日 | Welcome!         | KICS-94122 | KICS-4122 | 36位       |
| 12th   | 2025年10月08日 | Answer           | KICS-94216 | KICS-4216 | 未リリース |

#### ベストアルバム
|        | 発売日         | タイトル                                | 規格品番     | 規格品番  | 最高位 |
| 初回盤 | 発売日         | タイトル                                | 通常盤       |           | 最高位 |
| ------ | -------------- | --------------------------------------- | ------------ | --------- | ------ |
| 1st    | 2007年12月12日 | 宝箱 -TREASURE BOX-                     | KICS-91343/4 | KICS-1343 | 19位   |
| 2nd    | 2014年5月21日  | 宝箱2 -TREASURE BOX II-                 | KICS-93058/9 | KICS-3058 | 20位   |
| 2nd    | 2014年5月21日  | 宝箱と宝箱2が入ったブルーレイで聞くやつ |              | KIXY-1    | 92位   |
| 3rd    | 2018年10月24日 | angela All Time Best 2003-2009          | KICS-3755/6  | 20位      |        |
| 3rd    | 2018年10月24日 | angela All Time Best 2010-2017          | KICS-3757/8  | 18位      |        |

#### その他のアルバム
|              | 発売日         | タイトル                                               | 規格品番      | 最高位 |
| ------------ | -------------- | ------------------------------------------------------ | ------------- | ------ |
| Tribute      | 2006年12月6日  | 新宿狂詩曲                                             | KICS-1285     | 57位   |
| 企画盤       | 2007年4月1日   | TRASH BOX(ドメスティック・ラヴバンド)                  | NKCD-6424     |        |
| Soundtrack   | 2008年6月4日   | 薬師寺涼子の怪奇事件簿BGM集CD Vol.1                    | KICA-909      |        |
| Soundtrack   | 2008年8月6日   | 薬師寺涼子の怪奇事件簿BGM集CD Vol.2                    | KICA-929      |        |
| Soundtrack   | 2008年9月10日  | 薬師寺涼子の怪奇事件簿BGM集CD Vol.3                    | KICA-930      |        |
| Soundtrack   | 2010年7月14日  | Wonderful World Soundtrack Album                       | NKCD-6516     |        |
| Selection    | 2010年8月25日  | 蒼穹のファフナー HEAVEN AND EARTH イメージミニアルバム | KIZC-72/3     | 30位   |
| Colaboration | 2011年1月19日  | 夜が運ばれてくるまでに                                 | KICS-1636     | 52位   |
|              | 2013年10月12日 | アニメノウタ                                           | NKCD 6650     |        |
|              | 2015年2月11日  | 蒼穹のファフナー コンプリートベストアルバム            | KICA-3237/8   | 17位   |
|              | 2018年11月28日 | K SEVEN SONGS                                          | KIZC-464/5    |        |
|              | 2024年11月27日 | 蒼穹のファフナー ALL SONGS                             | KIZC-90764～7 |        |

### 映像作品
|     | 発売日         | タイトル                                                                             | 規格品番       | 規格品番   |
| BD  | 発売日         | タイトル                                                                             | DVD            |            |
| --- | -------------- | ------------------------------------------------------------------------------------ | -------------- | ---------- |
| 1st | 2005年7月6日   | a列車で行こう! 全曲ライブ!!                                                          |                | KIBM-84/5  |
| 2nd | 2007年12月26日 | 宝島 -TREASURE ISLAND-                                                               | KIBM-151       |            |
| 3rd | 2011年7月6日   | angelaのミュージック・ワンダー★大サーカス5th ~蒼穹のファフナー まるごと全曲ライヴ!!~ | KIXM-26        | KIBM-277/8 |
| 4th | 2012年8月1日   | 宝島2 -TREASURE ISLAND II-                                                           |                | KIBM-260   |
| 5th | 2014年1月29日  | angela TREASURE Blu-ray BOX                                                          | KIXM-90139〜43 |            |
| 6th | 2017年8月30日  | angelaのミュージック・ワンダー★特大サーカス in 日本武道館 ~僕等は目指したShangri-La~ | KIZX-316       | KIZB-254   |
| 7th | 2020年6月17日  | angelaのミュージック・ワンダー★大サーカス 2019 LIVE Blu-ray                          | KIZX-418/9     |            |

### タイアップ曲
| 楽曲                                      | タイアップ                                                                                   | 時期   |
| ----------------------------------------- | -------------------------------------------------------------------------------------------- | ------ |
| 明日をつかみたい                          | 紳士服のフタタ TVCM                                                                          | 1996年 |
| On my way                                 | 中国放送『RINRINトライアングル』エンディングテーマ                                           | 1998年 |
| memories                                  | テレビアニメ『神八剣伝』オープニングテーマ                                                   | 1999年 |
| 笑顔をみせて                              | TXN九州『C!』エンディングテーマ                                                              | 1999年 |
| 明日へのbrilliant road                    | テレビアニメ『宇宙のステルヴィア』オープニングテーマ                                         | 2003年 |
| 綺麗な夜空                                | テレビアニメ『宇宙のステルヴィア』前期エンディングテーマ                                     | 2003年 |
| The end of the world                      | テレビアニメ『宇宙のステルヴィア』後期エンディングテーマ                                     | 2003年 |
| 明日へのbrilliant road 〜second genesis〜 | テレビアニメ『宇宙のステルヴィア』挿入歌                                                     | 2003年 |
| Dear my best friend                       | テレビアニメ『宇宙のステルヴィア』最終話エンディングテーマ                                   | 2003年 |
| merry-go-round                            | テレビ東京系『開運!なんでも鑑定団』エンディングテーマ                                        | 2003年 |
| butterfly                                 | ラジオ『長澤奈央とangelaのオラ!ラジ〜オ!』テーマソング                                       | 2003年 |
| Stay With Me                              | テレビアニメ『さいころボットコンボック』オープニングテーマ                                   | 2003年 |
| 笑顔でバイバイ                            | テレビアニメ『さいころボットコンボック』エンディングテーマ                                   | 2003年 |
| fly me to the sky                         | テレビアニメ『蒼穹のファフナー』イメージソング                                               | 2004年 |
| Proof                                     | テレビアニメ『蒼穹のファフナー』第15話エンディングテーマ                                     | 2004年 |
| in your arms                              | テレビドラマ『ヴァンパイアホスト』オープニングテーマ                                         | 2004年 |
| solitude                                  | テレビドラマ『ヴァンパイアホスト』エンディングテーマ                                         | 2004年 |
| Shangri-La                                | テレビアニメ『蒼穹のファフナー』オープニングテーマ                                           | 2004年 |
| Separation                                | テレビアニメ『蒼穹のファフナー』エンディングテーマ                                           | 2004年 |
| Separation[pf]                            | テレビアニメ『蒼穹のファフナー』特殊エンディングテーマ                                       | 2004年 |
| How many?                                 | 東海ラジオ他『angelaのsparking!talking!show!』オープニングテーマ                             | 2004年 |
| feel,like a breeze                        | 東海ラジオ他『angelaのsparking!talking!show!』エンディングテーマ                             | 2004年 |
| 未来とゆう名の答え                        | テレビアニメ『JINKI:EXTEND』エンディングテーマ                                               | 2005年 |
| DEAD SET                                  | テレビアニメ『蒼穹のファフナー RIGHT OF LEFT』イメージソング                                 | 2005年 |
| 翼                                        | WOWOW『地球見聞録』・『感動地球紀行 世界遺産ものがたり』オープニングテーマ                   | 2005年 |
| Peace of mind                             | テレビアニメ『蒼穹のファフナー RIGHT OF LEFT』主題歌                                         | 2005年 |
| 果て無きモノローグ                        | テレビアニメ『蒼穹のファフナー RIGHT OF LEFT』挿入歌                                         | 2005年 |
| 鳥                                        | テレビ東京系特撮ドラマ『ライオン丸G』第1、2話エンディングテーマ                              | 2006年 |
| 人生遊戯                                  | テレビ東京系特撮ドラマ『ライオン丸G』第3話 - 12話エンディングテーマ                          | 2006年 |
| gravitation                               | テレビアニメ『ヒロイック・エイジ』オープニングテーマ                                         | 2007年 |
| 君の傍で                                  | 東海ラジオ他『angelaのsparking!talking!show!』エンディングテーマ                             | 2007年 |
| Theme principal                           | テレビアニメ『薬師寺涼子の怪奇事件簿』オープニングテーマ                                     | 2008年 |
| Theme principal La chanson d'atsuko       | テレビアニメ『薬師寺涼子の怪奇事件簿』最終話エンディングテーマ                               | 2008年 |
| Beautiful fighter                         | テレビアニメ『屍姫 赫』『屍姫 玄』オープニングテーマ                                         | 2008年 |
| My story                                  | テレビアニメ『屍姫 赫』『屍姫 玄』エンディングテーマ                                         | 2008年 |
| 約束                                      | テレビアニメ『蒼穹のファフナー』放送5周年記念トリビュートソング                              | 2008年 |
| Beginning                                 | テレビアニメ『屍姫 赫』『屍姫 玄』エンディングテーマ                                         | 2008年 |
| 光、探せなくとも                          | テレビアニメ『屍姫 玄』エンディングテーマ                                                    | 2009年 |
| 謝罪状況                                  | テレビアニメ『屍姫 玄』挿入歌                                                                | 2009年 |
| Spiral                                    | テレビアニメ『アスラクライン』オープニングテーマ                                             | 2009年 |
| Link                                      | テレビアニメ『アスラクライン』エンディングテーマ                                             | 2009年 |
| オルタナティヴ                            | テレビアニメ『アスラクライン2』オープニングテーマ                                            | 2009年 |
| 彼方のdelight                             | テレビアニメ『アスラクライン2』エンディングテーマ                                            | 2009年 |
| 彼方のdelight                             | 文化放送『a-GENERATION』エンディングテーマ                                                   | 2009年 |
| キラフワ                                  | テレビアニメ『アスラクライン2』最終話エンディングテーマ                                      | 2009年 |
| 「リアル」は…                             | 映画『心中天使』主題歌                                                                       | 2010年 |
| ツナガル→ム                               | 文化放送『a-GENERATION』オープニングテーマ                                                   | 2010年 |
| Wonderful World                           | 映画『Wonderful World』主題歌                                                                | 2010年 |
| 蒼い春                                    | テレビアニメ『生徒会役員共』エンディングテーマ                                               | 2010年 |
| FORTUNES                                  | 映画『蒼穹のファフナー HEAVEN AND EARTH』イメージソング                                      | 2010年 |
| 理解と破壊へのプレリュード                | 映画『蒼穹のファフナー HEAVEN AND EARTH』イメージソング                                      | 2010年 |
| 蒼穹                                      | 映画『蒼穹のファフナー HEAVEN AND EARTH』主題歌                                              | 2010年 |
| さよならの時くらい微笑んで                | 映画『蒼穹のファフナー HEAVEN AND EARTH』挿入歌                                              | 2010年 |
| Shangri-La〔mf〕                          | 舞台『蒼穹のファフナー FACT AND RECOLLECTION』主題歌                                         | 2010年 |
| THE LIGHTS OF HEROES                      | PSP用ソフト『ヒーローズファンタジア』主題歌                                                  | 2012年 |
| いつかのゼロから                          | テレビアニメ『K』イメージソング、第2話挿入歌                                                 | 2012年 |
| 境界線Set me free                         | テレビアニメ『K』イメージソング                                                              | 2012年 |
| KINGS                                     | テレビアニメ『K』オープニングテーマ                                                          | 2012年 |
| -レクイエム・オブ・レッド-                | テレビアニメ『K』最終話挿入歌                                                                | 2012年 |
| To be with U!                             | テレビアニメ『K』最終話エンディングテーマ                                                    | 2012年 |
| Remember me                               | 音楽劇『蒼穹のファフナー』テーマソング                                                       | 2012年 |
| 生命 -イノチ-                             | 音楽劇『蒼穹のファフナー』ED主題歌                                                           | 2012年 |
| Always 好きだよ                           | 文化放送『a-GENERATION』エンディングテーマ                                                   | 2013年 |
| 僕じゃない                                | テレビアニメ『革命機ヴァルヴレイヴ』エンディングテーマ                                       | 2013年 |
| ANGEL                                     | テレビアニメ『COPPELION』オープニングテーマ                                                  | 2013年 |
| 遠くまで                                  | テレビアニメ『COPPELION』エンディングテーマ                                                  | 2013年 |
| バイバイオーライ                          | テレビアニメ『COPPELION』最終話エンディングテーマ                                            | 2013年 |
| over the limits〈EURO HISTORIA〉          | オンラインゲーム『百年戦記 ユーロ・ヒストリア』主題歌                                        | 2013年 |
| シドニア                                  | テレビアニメ『シドニアの騎士』オープニングテーマ                                             | 2014年 |
| This is LOVE                              | PSP用ソフト『学園K -Wonderful School Days-』オープニングテーマ                               | 2014年 |
| 春夏秋冬                                  | PSP用ソフト『学園K -Wonderful School Days-』エンディングテーマ                               | 2014年 |
| Different colors                          | アニメ映画『劇場版 K MISSING KINGS』主題歌                                                   | 2014年 |
| イグジスト                                | テレビアニメ『蒼穹のファフナー EXODUS』オープニングテーマ                                    | 2015年 |
| 暗夜航路                                  | テレビアニメ『蒼穹のファフナー EXODUS』エンディングテーマ                                    | 2015年 |
| その時、蒼穹へ                            | テレビアニメ『蒼穹のファフナー EXODUS』第9話挿入歌                                           | 2015年 |
| 愛、ひと欠片                              | アニメ映画『劇場版 シドニアの騎士』主題歌                                                    | 2015年 |
| 騎士行進曲                                | テレビアニメ『シドニアの騎士 第九惑星戦役』オープニングテーマ                                | 2015年 |
| DEAD OR ALIVE                             | テレビアニメ『蒼穹のファフナー EXODUS』オープニングテーマ                                    | 2015年 |
| ホライズン                                | テレビアニメ『蒼穹のファフナー EXODUS』エンディングテーマ                                    | 2015年 |
| 愛すること                                | テレビアニメ『蒼穹のファフナー EXODUS』第17話挿入歌                                          | 2015年 |
| KIZUNA                                    | テレビアニメ『K RETURN OF KINGS』最終話エンディングテーマ                                    | 2015年 |
| Dream on                                  | OVA『ブラッククローバー』主題歌                                                              | 2016年 |
| 語り継がれしもの                          | 『Excellent Japan 日本列島再発見-ボニンブルーの楽園 小笠原諸島-』オープニングテーマ          | 2017年 |
| あの夏空                                  | 『Excellent Japan 日本列島再発見-ボニンブルーの楽園 小笠原諸島-』エンディングテーマ          | 2017年 |
| Calling you                               | アニメ映画『BLAME!』主題歌                                                                   | 2017年 |
| 全力☆Summer!                              | テレビアニメ『アホガール』オープニングテーマ                                                 | 2017年 |
| Prologue -君の向こう側-                   | OVA『蒼穹のファフナー THE BEYOND』イメージソング                                             | 2017年 |
| SEVEN STORIES                             | アニメ映画『K SEVEN STORIES』イメージソング                                                  | 2017年 |
| SURVIVE!                                  | アニメ映画『K SEVEN STORIES』共通主題歌                                                      | 2018年 |
| BLAZE                                     | アニメ映画『K SEVEN STORIES Episode 1 R:B 〜BLAZEE〜』エンディングテーマ                     | 2018年 |
| 天狼の如く                                | アニメ映画『K SEVEN STORIES Episode 2 SIDE:BLUE 〜天狼の如く〜』エンディングテーマ           | 2018年 |
| 上書き世界                                | アニメ映画『K SEVEN STORIES Episode 3 SIDE:GREEN 〜上書き世界〜』エンディングテーマ          | 2018年 |
| 檻の向こうに                              | アニメ映画『K SEVEN STORIES Episode 4 Lost Small World 〜檻の向こうに〜』エンディングテーマ  | 2018年 |
| BURN                                      | アニメ映画『K SEVEN STORIES Episode 5 メモリー・オブ・レッド 〜BURN〜』エンディングテーマ    | 2018年 |
| Nameless Song                             | アニメ映画『K SEVEN STORIES Episode 6 Circle Vision 〜Nameless Song〜』エンディングテーマ    | 2018年 |
| THE BEYOND                                | OVA『蒼穹のファフナー THE BEYOND』オープニングテーマ                                         | 2019年 |
| 私はそこにいますか                        | テレビアニメ『蒼穹のファフナー』シリーズ イメージソング                                      | 2019年 |
| 乙女のルートはひとつじゃない！            | テレビアニメ『乙女ゲームの破滅フラグしかない悪役令嬢に転生してしまった…』オープニングテーマ  | 2020年 |
| 君の影、オレンジの空                      | テレビアニメ『乙女ゲームの破滅フラグしかない悪役令嬢に転生してしまった…』第11話挿入歌        | 2020年 |
| 叫べ                                      | OVA『蒼穹のファフナー THE BEYOND』オープニングテーマ                                         | 2020年 |
| 何故に..                                  | OVA『蒼穹のファフナー THE BEYOND』エンディングテーマ                                         | 2021年 |
| 君を許すように                            | OVA『蒼穹のファフナー THE BEYOND』エンディングテーマ                                         | 2021年 |
| 夜明け待ちのバラード                      | OVA『蒼穹のファフナー THE BEYOND』エンディングテーマ                                         | 2021年 |
| Shangri-La ～THE BEYOND～                 | OVA『蒼穹のファフナー THE BEYOND』第12話挿入歌                                               | 2021年 |
| アンダンテに恋をして！                    | テレビアニメ『乙女ゲームの破滅フラグしかない悪役令嬢に転生してしまった…X』オープニングテーマ | 2021年 |
| あなたがくれたヒカリ                      | テレビアニメ『乙女ゲームの破滅フラグしかない悪役令嬢に転生してしまった…X』第11話挿入歌       | 2021年 |
| ひとひらの未来                            | テレビアニメ『永遠の831』主題歌                                                              | 2022年 |
| 今を、生きる為に                          | OVA『蒼穹のファフナー THE BEYOND』エンディングテーマ                                         | 2022年 |
| 過ぎ去りし日よ                            | OVA『蒼穹のファフナー THE BEYOND』エンディングテーマ                                         | 2022年 |
| Alone                                     | BS11制作『なすなかにしのゲームキングダム』11月期エンディングテーマ                           | 2022年 |
| RECONNECTION                              | テレビアニメ『最強陰陽師の異世界転生記』オープニングテーマ                                   | 2023年 |
| Start again                               | OVA『蒼穹のファフナー BEHIND THE LINE』主題歌                                                | 2023年 |
| アロハTraveling                           | BS11制作『なすなかにしのゲームキングダム』1月期エンディングテーマ                            | 2023年 |
| AYAKASHI                                  | テレビアニメ『AYAKA -あやか-』オープニングテーマ                                             | 2023年 |
| Welcome!                                  | テレビアニメ『でこぼこ魔女の親子事情』エンディングテーマ                                     | 2023年 |

### 楽曲提供
- 白石涼子
  - ラヴ・ランデヴー
- JAM Project
  - HERE WE GO!
- 堀江由衣
  - on my way
  - try again
  - Puzzle
  - LOVE ME DO
  - -レクイエム・オブ・レッド-(櫛名アンナ＆赤のクランズマン名義)
  - -フレイム・オブ・レッド-(櫛名アンナ名義)
  - アシンメトリー
- ゆかな
  - アルバム「Blooming Voices」（KATSUプロデュースアルバム）
- 今井清隆
  - Heaven's Voice
- 小松未可子
  - 冷たい部屋、一人
  - Sail away
- 中川翔子
  - キラキラ-go-round／ストーリーが始まる(angela Presents／中川翔子名義

### 楽曲参加
- Team.ねこかん【猫】
  - Cry out（Team.ねこかん[猫]feauturing.atsuko）名義／TVアニメ『ココロコネクト』ED）
- IKUO
  - アルバム『R.E.DZONE』「Break out the World」
- Animelo Summer LiveテーマソングCD
  - Animelo Summer Live 2014-ONENESS-『ONENESS』
  - Animelo Summer Live 2015-THE GATE-『ハジマレ, THE GATE!!』
- ミス・モノクローム
  - PERFECT PARTY!（ミス・モノクロームwithキャラメル・あつこ）
- TWO-MIX Tribute Album "Crysta-Rhythm"
  - JUST COMMUNICATION[36]

## 出演

### ラジオ
- angelaのsparking!talking!show!（東海ラジオ放送）
- a-GENERATION（文化放送・放送終了）
- 長澤奈央とangelaのオラ!ラジ〜オ!（文化放送・放送終了）
- angelaのラジオdeぢぇらすGO!!（放送終了）
- angelaのキャララジオ〜案ずるよりangela（放送終了）

### テレビ
レギュラー出演
- アニぱら音楽館（atsukoのみ。2014年2月 - 2017年12月、放送終了）

ライヴ映像放送
- アニメソング史上最大の祭典〜アニメロサマーライブ〜（NHK BSプレミアム）
  - 2013年11月24日「2013 第2夜」/バリバリ最強No.1（Zweiとの共演）、メドレー（明日へのbrilliant road〜Beautiful fighter〜gravitation〜蒼い春〜Shangri-La）
  - 2014年11月30日「2014 Vol.3 2nd day前編」/儚くも永久のカナシ（栗林みな実との共演）
  - 2014年12月7日「2014 Vol.4 2nd day後編」/Shangri-La、シドニア
  - 2015年12月6日「2015 Vol.4 2nd day後編」/シドニア、騎士行進曲
  - 2016年12月11日「2016 Vol.5 3rd day前編」/混ぜるな危険（筋肉少女帯との共演）
  - 2016年12月18日「2016 Vol.6 3rd day前編」/メドレー（Shangri-La〜騎士行進曲）、シドニア
  - 2017年11月26日「2017 Vol.2」僕は僕であって（fripSideとの共演）、全力☆Summer!
- アニソン奇跡の夜 〜KING SUPER LIVE 2015〜（2015年9月13日）/シドニア、KINGS
- angela デビュー15周年記念ライヴ!!（WOWOWライブ、初回放送2018年7月15日）

ゲスト出演
- 音楽的流行（テレビ東京）
- @Tunes.（tvk）
- 音流〜On Ryu〜（テレビ東京）
- アニソンぷらす（テレビ東京）
- Anime-TV（tvk 他）
- MUSIC JAPAN（NHK総合）
  - 2009年5月11日/Shangri-La
  - 2009年8月17日（総合）・8月24日（BS2完全版）・10月17日（総合完全版MAX）「新世紀アニソンSP」/Spiral、Shangri-La(完全版のみ)
  - 2010年8月1日（総合前篇）・10月29日（BS2完全版）「新世紀アニソンSP3」/蒼い春、明日へのbrilliant road(完全版のみ)
  - 2014年5月19日/シドニア
  - 2015年2月1日/イグジスト
- アニメDON!（テレビ東京、2013年10月15日）
- STUDIO MUSIX（アニマックス、2013年11月3日）
- アニメマシテ（テレビ東京、2015年5月19日）
- アニソンCLUB!-R（TOKYO MX、2015年7月3日・10日・17日）
- ジャパコン☆ワンダーランド 特別編 密着 アニメロサマーライブ2015（BSフジ、2015年10月5日）
- プレミアの巣窟（フジテレビ、2015年10月19日）
- アニゲー☆イレブン!（BS11）第8回・第68回、第145回、他コメント映像出演
- アニメロサマーライブSP〜刻を繋ぐLIVE〜（BSスカパー!、2016年11月18日）
- リスアニ!TV（TOKYO MX 他）コメント映像出演
- バナナ♪ゼロミュージック（NHK総合、2017年1月28日）/KUMAMIKO DANCING、キン肉マンGo Fight!（いずれも出演者全員歌唱）
- 上坂すみれのヤバい○○（TOKYO MX 他、2017年5月13日）第6回「ヤバいレコーディング」
- LisAni!NAVI（TOKYO MX 他）
  - 2017年7月15日『特集 angelaの全力出しておつかれサマー』
  - 2018年1月6日『リスアニ!STUDIO SPECIAL LIVE』

•   関内デビル（tvk、2024年5月31日）

他コメント映像出演
- アニカル部!（アニマックス、2017年12月3日）『アニソンクリエイターの仕事術』
- OHA OHA アニキ（テレビ東京、2017年12月7日）
- ライブB♪（TBS、2017年12月19日)
- Anison Days（BS11、2017年12月21日、2020年4月20日）
- Club AT-X WSB〜ワールド シークレット ベース〜（AT-X、2018年5月12日（#383）・26日（#384））
- 関内デビル（tvk、2018年7月11日）
- アニ☆ステ（J:COMテレビ、2018年7月19日）
- Love music（フジテレビ、2018年7月22日）近況動画OA\

### テレビアニメ
- アスラクライン ガヤ（クレジットなし[注 8]）
- アスラクライン2  襲われる少女（atsuko） 尼僧化カフェの客（KATSU）[37]
- かよえ!チュー学 本人役[38]
- 蒼穹のファフナー EXODUS 人類軍（KATSU、クレジットなし）
- ミス・モノクローム -The Animation- 2（atsukoのみ） - あつこ　役
- ミス・モノクローム -The Animation- 3（atsukoのみ） - あつこ　役
- でこぼこ魔女の親子事情 妖精ちゃん（atsuko） ジーヤ（KATSU）

### 舞台・その他
- IL Musicale（2008年、atsukoのみ）
- 百年戦記 ユーロ・ヒストリア 魅惑の歌姫 atsuko（atsuko）  白銀の旋律師 KATSU（KATSU）[39][注 9]
- Excellent Japan 日本列島再発見-ボニンブルーの楽園 小笠原諸島-(atsukoがナレーション。2017年2月 - )
- 水樹奈々 S.C.NANA NETファンクラブイベントVIII「水樹奈々史 テルミドールの反動」 （KATSUがナビゲーター担当。2020年）[注 10]